# Erigeron manshuricus
Erigeron manshuricus là một loài thực vật có hoa trong họ Cúc. Loài này được (Kom.) Vorosch. mô tả khoa học đầu tiên năm 1972.